# A kalóz (opera, Verdi)
A kalóz (olaszul Il corsaro) Giuseppe Verdi egyik háromfelvonásos operája. Szövegkönyvét Francesco Maria Piave írta Byron The corsair című epikus költeménye alapján. Ősbemutatójára 1848. február 25-én került sor a trieszti Teatro Grandéban.

## Szereplők
| Szereplő                                                              | Hangfekvés   |
| --------------------------------------------------------------------- | ------------ |
| Corrado, a kalózok kapitánya                                          | tenor        |
| Medora, a menyasszonya                                                | mezzoszoprán |
| Seid, Koroni pasája                                                   | bariton      |
| Gulnara, kedvenc rabnője                                              | szoprán      |
| Selimo aga                                                            | tenor        |
| Giovanni, kalóz                                                       | basszus      |
| Kalózok, őrök, törökök, rabszolgák, odaliszkok, Medora szolgálólányai |              |

## Cselekménye
Helyszín: egy sziget az Égei-tengeren és Koroni városa a Peloponnészosz-félszigeten
Idő: 19. század eleje
A kalózok élvezik féktelen életüket. Vezérük, Corrado úgy érzi, sötét sors rabja, akinek semmi reménye visszatérni a boldog és tisztességes életbe. Hazafias pátosszal vezeti embereit a kalózkodásban. A koroni Seid pasa elleni támadás során Corrado megsajnálja a rabszolganőket és kimenti őket az égő háremből. Amikor maga is fogságba esik, a lányok kérése ellenére is halálra ítélik. Gulnara, a pasa kedvenc rabszolganője, aki szerelmes Corradóba kiszabadítja a kalózvezért és leszúrja a gyűlölt pasát. Corrado azonban hű marad menyasszonyához, Medorához, aki mérget ivott amikor a kalózok a török kalandból Corrado nélkül tértek vissza. Miután Corrado visszatér Gulnara segítségével a kalózok közé, értesül menyasszonya haláláról és elkeseredettségében a tengerbe veti magát.

## Híres áriák, kórusművek
- Sì, di Corsari il fulmine - Corrado áriája (első felvonás)
- Tutto parea sorridere - Corrado áriája (első felvonás)
- Non so le tetre immagini - Medora  áriája (első felvonás)
- Ah conforto è sol la speme - Gulnara áriája (második felvonás)
- Vola talor dal carcere - Gulnara áriája (második felvonás)
- Salve, Allah! tutta quanta - Seid áriája (második felvonás)
- Cento leggiadre vergini - Seid áriája (harmadik felvonás)
- S'avvincina il tuo momento - Seid áriája (harmadik felvonás)